# Amir Kumar
Amir Chand Kumar  (ur. 10 sierpnia 1923 w Lahaurze, zm. 25 stycznia 1980 w Lucknow) – indyjski hokeista na trawie. Dwukrotny złoty medalista olimpijski.
Brał udział w dwóch igrzyskach na przestrzeni ośmiu lat (IO 48, IO 56), na obu zdobywając złote medale.